# Graziele Jesus
Graziele Jesus de Sousa (Mogi das Cruzes, 3 de janeiro de 1991) é uma boxeadora brasileira. Competiu nos Jogos Olímpicos de Verão de 2020.

## Carreira
Começou a praticar boxe aos 16 anos. Desde 2014 integra a seleção brasileira da modalidade. Entre títulos estaduais e nacionais, conquistou a Copa Independência, na República Dominicana, em 2015. 
No Campeonato Mundial de Boxe de 2018, em Nova Delhi, na Índia, chegou até as quartas de final, perdendo para  a japonesa Tsukimi Namiki. Competiu na edição seguinte, em 2019, em Ulan-Rude, na Rússia, deixando a disputa nas oitavas de final.
Esteve nos Jogos Sul-Americanos de 2018, em Cochabamba, na Bolívia, conquistando a medalha de bronze.
Competiu nos Jogos Olímpicos de Verão de 2020, realizados em 2021, em Tóquio, no Japão. Perdeu na estreia para a japonesa Tsukimi Namiki.